# Бёвиллер (Кальвадос)
Бёвилле́р (фр. Beuvillers) — коммуна во Франции, находится в регионе Нижняя Нормандия. Департамент коммуны — Кальвадос. Входит в состав кантона Лизьё 1-й кантон. Округ коммуны — Лизьё.
Код INSEE коммуны — 14069.

## Население
Население коммуны на 2010 год составляло 1333 человека.
| 1962 | 1968 | 1975 | 1982 | 1990 | 1999 | 2010 |
| ---- | ---- | ---- | ---- | ---- | ---- | ---- |
| 1037 | 1267 | 1263 | 1037 | 1054 | 1069 | 1333 |

## Экономика
В 2010 году среди 847 человек трудоспособного возраста (15—64 лет) 632 были экономически активными, 215 — неактивными (показатель активности — 74,6 %, в 1999 году было 72,3 %). Из 632 активных жителей работали 585 человек (313 мужчин и 272 женщины), безработных было 47 (22 мужчины и 25 женщин). Среди 215 неактивных 77 человек были учениками или студентами, 82 — пенсионерами, 56 были неактивными по другим причинам.